# آشپزی سنگاپوری

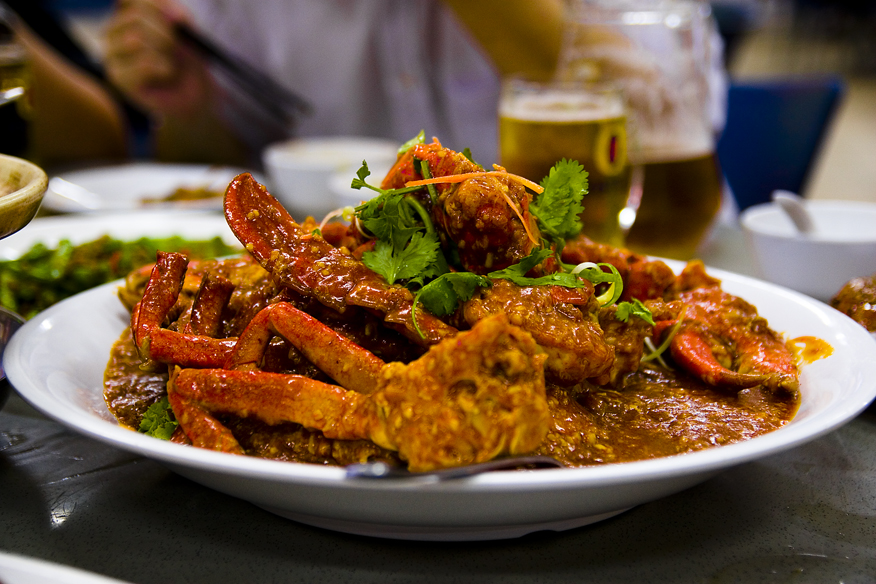
خرچنگ چیلی

آشپزی سنگاپوری (انگلیسی: Singaporean cuisine) برگرفته از چندین گروه قومی در سنگاپور است و طی قرن‌ها تغییرات سیاسی، اقتصادی و اجتماعی در دولت‌شهر چند ملیتی گسترش یافته‌است.
عوامل تأثیر گذار شامل آشپزی مالایی، چینی و هندی و هم چنین اندونزیایی، پراناکان و رسوم غربی (به ویژه انگلیسی و پرتغالی- متأثر از اوراسیا، معروف به کریستانگ) می‌باشند. مناطق همجوار همچون ژاپن، کره و تایلند همان‌طور که مشهود است، بر این آشپزی تأثیر گذاشته‌اند.

## پیشینه
از زمان تأسیس به عنوان یک بندر بریتانیا در سال ۱۸۱۹، به دلیل موقعیت آن به عنوان یک بندر حمل و نقل بین‌المللی، آشپزی سنگاپوری تحت تأثیر فرهنگ‌های مختلف بوده‌است.